# Station Zoetwater
Station Zoetwater is een voormalige spoorweghalte langs spoorlijn 139 (Leuven - Ottignies) in de gemeente Oud-Heverlee.
De naam verwijst naar de Zoete Waters, een vijvercomplex tussen het Heverleebos en het Kouterbos in Oud-Heverlee.
0,0: Leuven ·
3,0: Heverlee ·
8,4: Oud-Heverlee ·
10,8: Zoetwater ·
12,0: Sint-Joris-Weert ·
14,5: Pécrot ·
16,9: Florival ·
18,0: Eerken ·
20,0: Gastuche ·
21,9: Basse-Wavre ·
24,0: Wavre ·
25,1: Bierges-Walibi ·
26,8: Limal ·
29,0: Ottignies